# Mary Cecilia Maher
Mary Cecilia Maher (* 13. September 1799 in Freshford, County Kilkenny, Irland; † 10. Oktober 1878 im St Mary’s Convent, im Stadtteil Ponsonby der Stadt Auckland in Neuseeland) war eine neuseeländische Nonne, Lehrerin, Sozialarbeiterin und Gründerin der Kongregation der Sisters of Mercy (Schwestern der Barmherzigkeit) in Auckland.

## Frühes Leben
Ellen Maher wurde am 13. September 1799 als Tochter der Eheleute Adelaide Maher und John Maher, einem reichen Farmer, in Freshford im County Kilkenny in Irland geboren und fühlte sich schon in jungen Jahren zu einem Leben als Schwester in einem Orden hingezogen. Über ihre Schulbildung ist nichts bekannt. Als ihre Mutter früh starb, half sie bei der Erziehung der Kinder ihres Vaters aus seiner zweiten Ehe.

## Leben als Ordensschwester
Im Alter von 38 Jahren traf sie die Entscheidung Ordensschwester zu werden und trat am 8. September 1838 in das St. Leo’s Convent der Sisters of Mercy in Carlow ein. Der Orden war 1831 von Catherine McAuley in Dublin gegründet worden und hatte u. a. 1837 in Carlow eine Gemeinde gegründet. Maher erhielt den Ordensnamen Cecilia und legte am 8. Januar 1840 ihr Gelübde ab. Aufgrund ihrer charakterlichen Fähigkeiten und Reife wurde sie 1842 zur Lehrmeisterin der Novizen ernannt und übernahm ein Jahr später die Position der Oberin in dem Orden in Carlow, nun Mutter Cecilia genannt.

## Neuseeland
Im April 1849 kam der erste katholische Bischof von Auckland, Jean-Baptiste Pompallier, auf seiner Reise nach Irland zum St. Leo’s Convent, um u. a. irische Nonnen für seine Diözese in Auckland zu suchen. Mutter Cecilia und sieben weitere Schwestern erklärten sich für die neue Aufgabe in Neuseeland bereit und so verließen sie mit Pompallier am 27. August 1849 auf der 533 Tonnen schweren Océanie Antwerpen in Richtung Neuseeland. Während der langen und beschwerlichen Reise unterrichtete Pompallier die Schwestern in der Māori.
Am 9. April 1850 erreichten sie Auckland und waren damit die ersten Ordensfrauen, die das Land betraten. Unter der Leitung von Mutter Cecilia wurde die Schule für 60 Mädchen übernommen und eingerichtet, gefolgt von einer Vorschule mit 30 Kleinkindern. Ein Jahr später richtete sie eine Schule für junge Damen ein deren Familien einen teureren Unterricht für die Schüler zusätzlich zu den Grundlagen in Musik, Kunst und Französisch leisten konnten. Später kam noch eine Internatsschule hinzu. Alle Schulen waren für Schüler anderer Konfessionen offen.  Mutter Cecilia kümmerte sich auch mit ihrem Schwestern um Arme, Kranke und Bedürftige, besuchte Insassen von Gefängnissen und nahm Waisenkinder auf. 1853 kümmerte sie sich um die Planung eines Krankenhauses, das jedoch zu ihren Lebzeiten nicht errichtet werden konnte. Aufgrund ihrer Sprachkenntnisse in Māori konnten sie auch Beziehungen zu jungen Māori-Frauen aufbauen, nicht leicht in jenen Tagen. Mitte der 1850er Jahre richteten Mutter Cecilia mit ihrem Schwestern ein Haus der Gastfreundschaft in Auckland ein, in dem Māori-Frauen für einige Tage untergebracht werden konnten, wenn sie um Waren zu verkaufen nach Auckland kamen. Die Arbeit der Sisters of Mercy wurde unter der Leitung von Mutter Cecilia weiter ausgebaut und Konvente sowie Schulen 1862 in Parnell, 1863 in Onehunga und 1866 in Ōtāhuhu eröffnet.
1862 wurde das im gotischen Stil gestaltete St. Mary’s Convent auf dem Gelände des Mount St. Mary in Ponsonby, einem Stadtteil von Auckland, errichtet. Es war ein Herzensprojekt von Mutter Cecilia. Das klosterähnliche Gebäude beherbergte seinerzeit das St. Mary’s College, ein Māori-Mädcheninternat, später ein Mädcheninternat, eine Tagesschule und ein Waisenhaus. 1988 wurde die zugehörige Kapelle eingeweiht. Als die sozialen Probleme während des Goldrauschs in der Provinz Auckland zunahmen, half Mutter Cecilia und gründete 1874 ein Kloster und eine Schule in Thames. Doch das sollte ihr letztes Projekt gewesen sein. Als Oberin war Mutter Cecilia die wichtigste Entscheidungsträgerin der Kongregation in Auckland. Sie war von 1850 bis 1867 und erneut von 1870 bis 1877 im Amt.
Am 10. Oktober 1878 verstarb sie im St. Mary’s Convent in Ponsonby nach einer sich verschlechternden Gesundheit nach einer Erkältung und wurde auf dem kleinen Friedhof des Klosters beerdigt.